# Großkopfschnapper
Die Großkopfschnapper (Lethrinidae) sind eine Familie der Barschverwandten. Häufig werden die Fische auch „Straßenkehrer“ genannt, was von einer unglücklichen Übersetzung des englischen Begriffs „scavenger“ in Grzimeks Tierleben kommt. Im Englischen war allerdings „Aasfresser“ gemeint.
Großkopfschnapper unterscheiden sich von den Schnappern (Lutjanidae) durch den großen Kopf mit steilerem Profil, die großen Augen, die Bezahnung und die Anatomie des Kiemendeckels.
Die Tiere leben in tropischen Regionen des Indopazifik, nur Lethrinus atlanticus lebt im Atlantik vor der Küste Westafrikas.
Tagsüber halten sich Einzeltiere unter Überhängen, wie Tischkorallen, auf; Schwärme bevorzugen das freie Wasser an Riffhängen. Der Großaugen-Schnapper Monotaxis grandoculis und der Mosambik-Großaugen-Schnapper Wattsia mossambica leben auch in größeren Tiefen.

## Fortpflanzung
Wie viele marine Barschverwandte sind die Großkopfschnapper Zwitter (protogyne Hermaphroditen), die zuerst weiblich, später männlich sind.
Die meisten Arten laichen in Schwärmen im freien Wasser. Eier und Larven sind pelagisch, werden mit den Meeresströmungen verteilt und sorgen für eine weite Verbreitung der Fische.

## Systematik
Die Großkopfschnapper bilden zusammen mit den Meerbrassen (Sparidae) und den Scheinschnappern (Nemipteridae) eine Gruppe verwandter „sparoider“ Familien, die von einigen Wissenschaftlern als Überfamilie (Sparoidea) der Percoidei betrachtet wurde, später jedoch als eigene Ordnung (Spariformes / Meerbrassenartige) aus den Barschartigen (Perciformes) ausgegliedert wurde. Die Lethrinidae sind die Schwestergruppe der Meerbrassen.
Es gibt zwei Unterfamilien, fünf Gattungen und etwa 45 Arten. Die meisten Arten gehören zur Gattung Lethrinus, 11 zur Gattung Gymnocranius, zwei zu Monotaxis, während zu Gnathodentex und Wattsia nur jeweils eine Art gehört.
- Unterfamilie Lethrininae
  - Gattung Lethrinus Cuvier, 1829

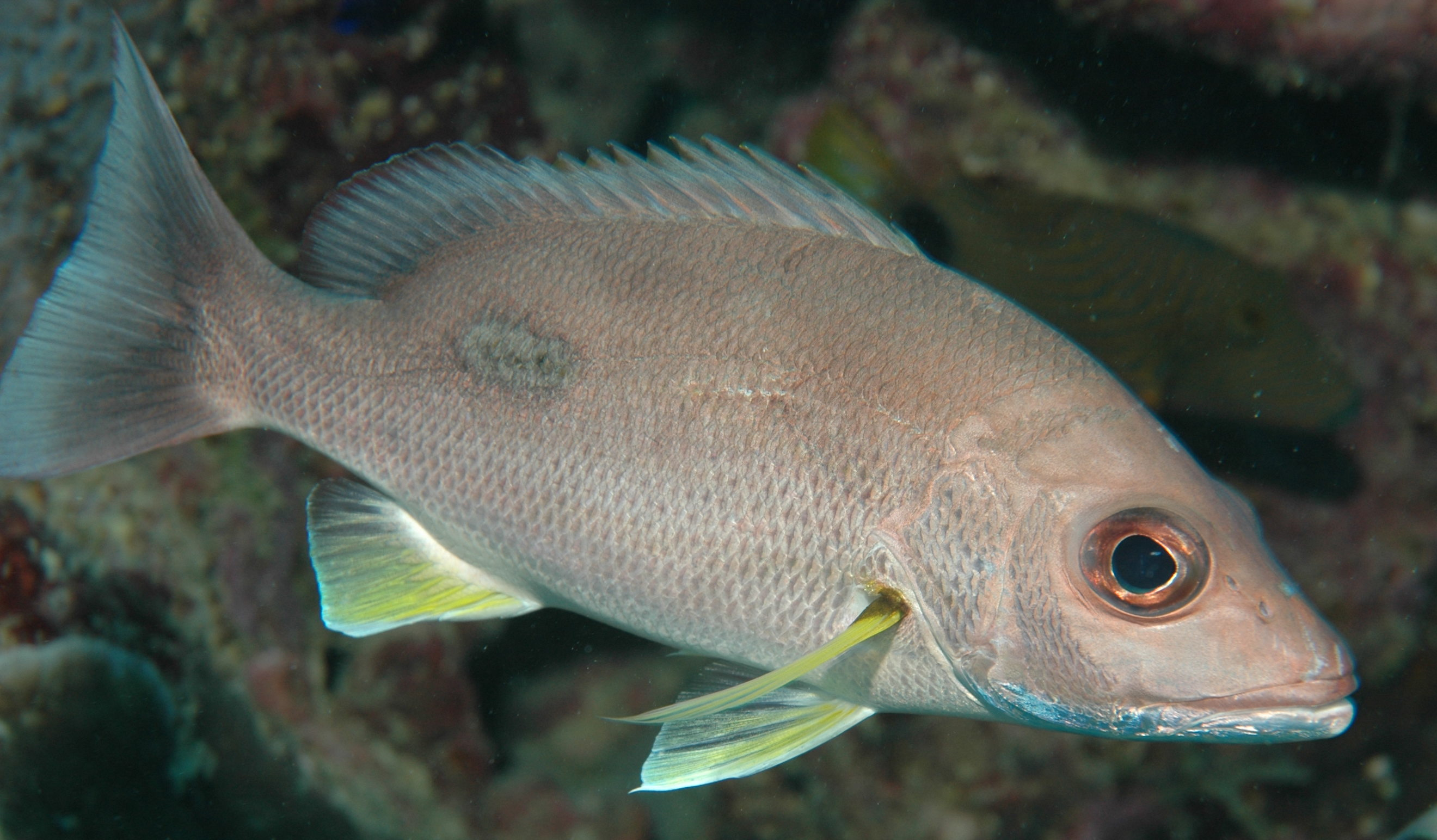
Schwarzfleck-Großkopfschnapper (Lethrinus harak)

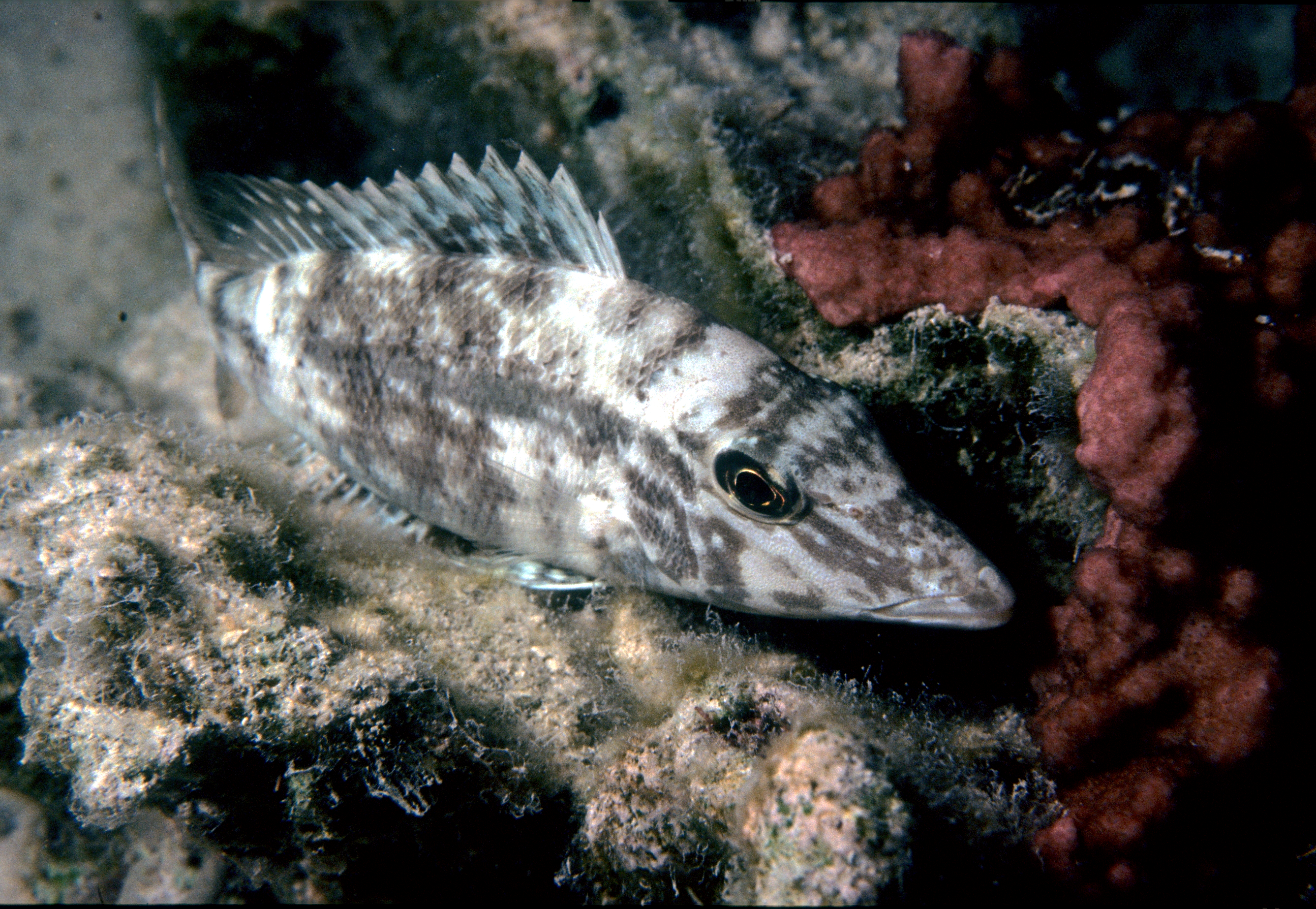
Lethrinus microdon, Nachtfärbung

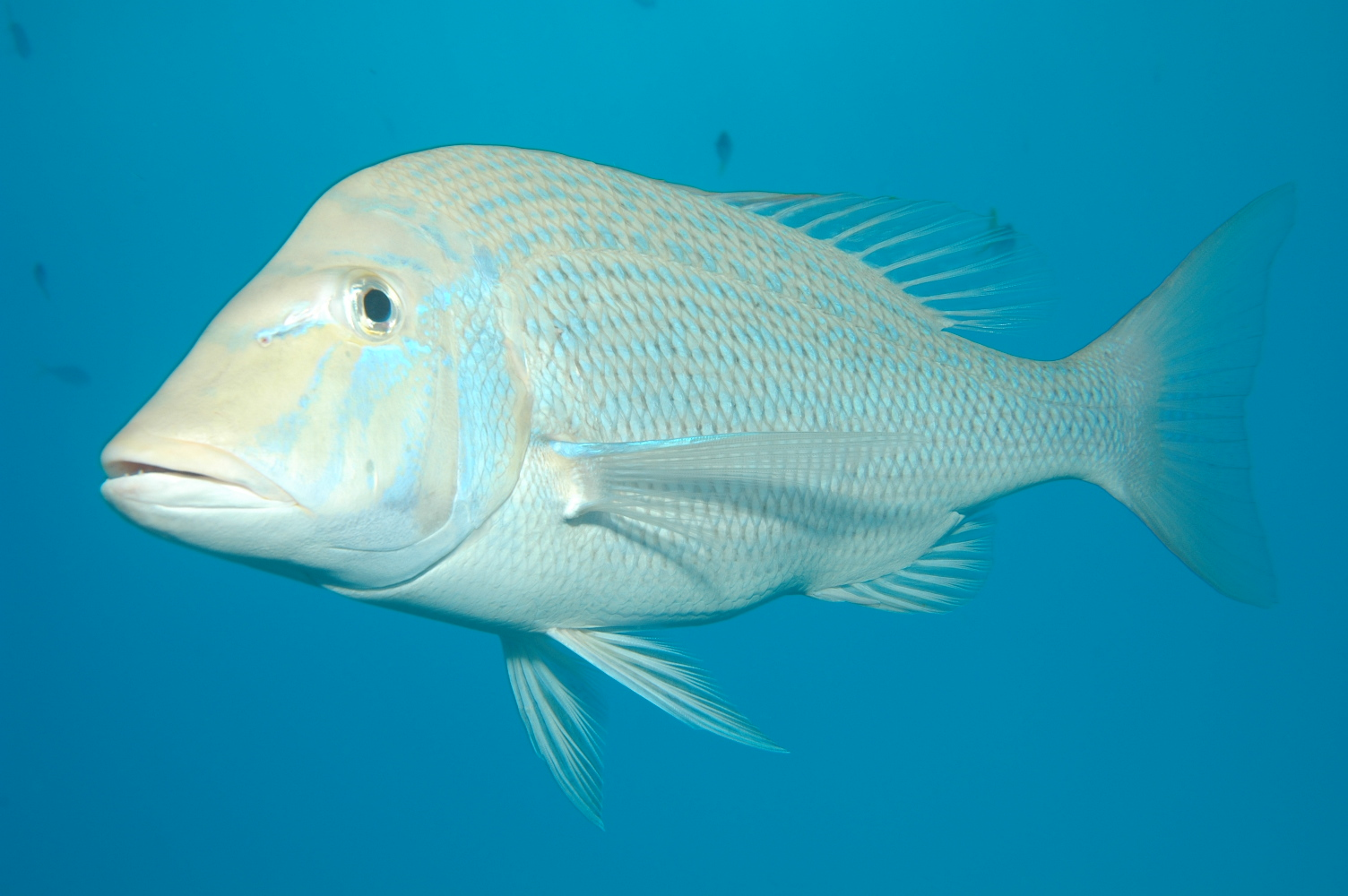
Goldstreifen-Großkopfschnapper (Lethrinus obsoletus)

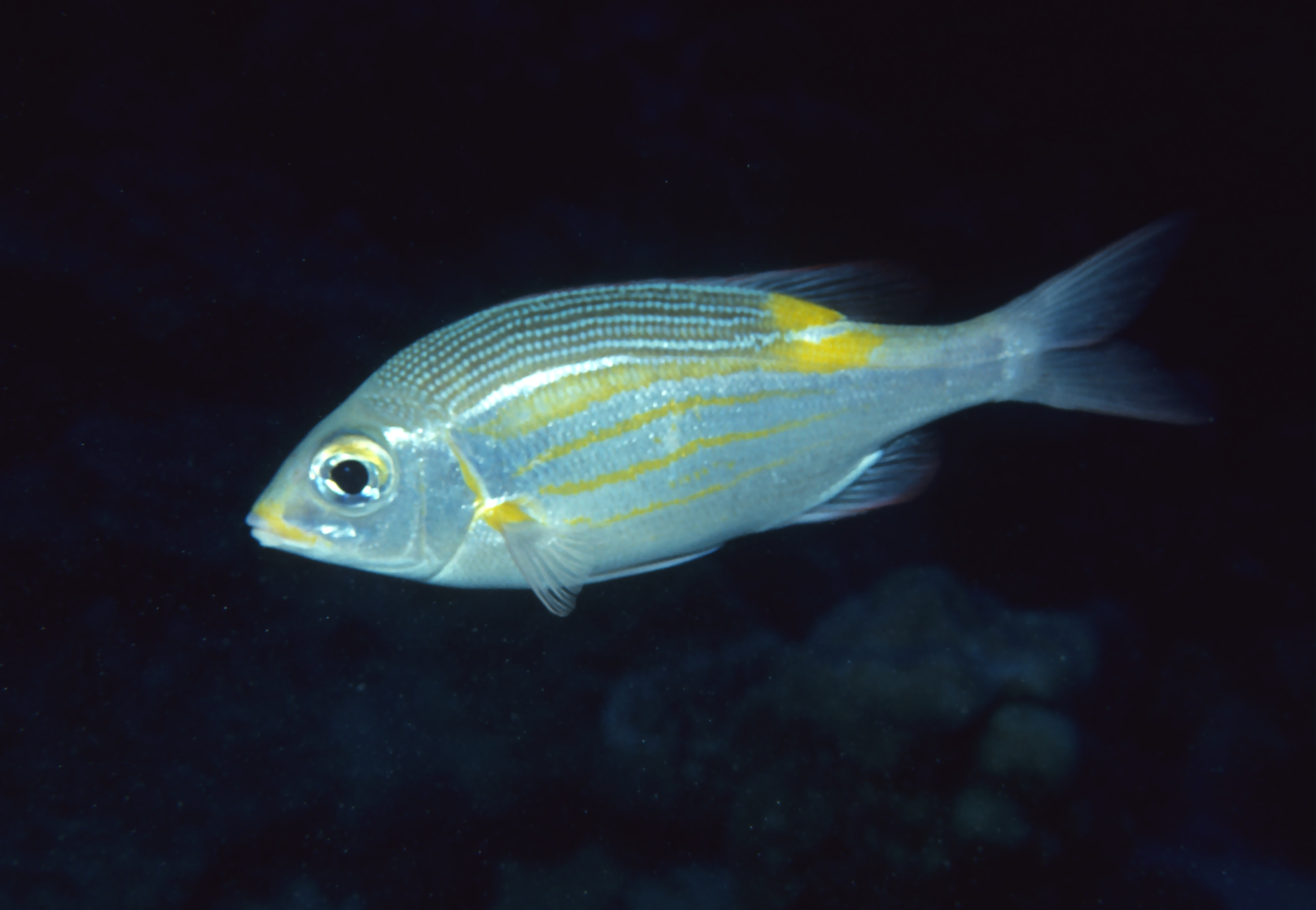
Gnathodentex aureolineatus

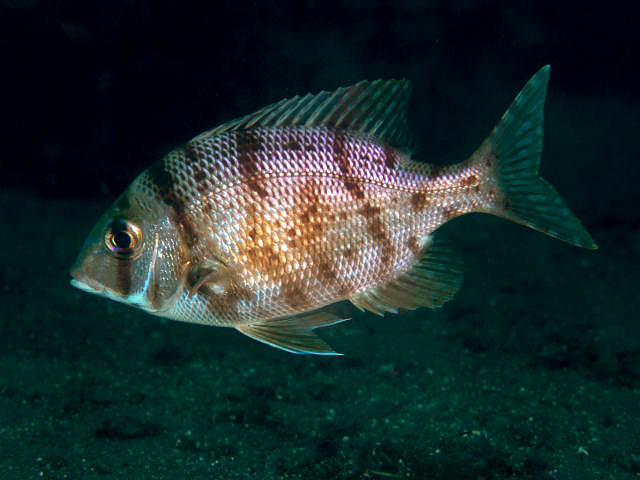
Gymnocranius griseus

    - Lethrinus amboinensis Bleeker, 1854.
    - Lethrinus atkinsoni Seale, 1910.
    - Lethrinus atlanticus Valenciennes, 1830.
    - Lethrinus borbonicus Valenciennes, 1830.
    - Lethrinus conchyliatus (Smith, 1959).
    - Lethrinus crocineus Smith, 1959.
    - Lethrinus enigmaticus Smith, 1959.
    - Lethrinus erythracanthus Valenciennes, 1830.
    - Lethrinus erythropterus Valenciennes, 1830.
    - Lethrinus genivittatus Valenciennes, 1830.
    - Lethrinus haematopterus Temminck & Schlegel, 1844.
    - Schwarzfleck-Großkopfschnapper (Lethrinus harak) (Forsskål, 1775).
    - Lethrinus laticaudis Alleyne & Macleay, 1877.
    - Lethrinus lentjan (Lacépède, 1802).
    - Lethrinus mahsena (Forsskål, 1775).
    - Lethrinus microdon (Bleeker, 1851).
    - Lethrinus miniatus (Forster, 1801).
    - Lethrinus nebulosus (Forsskål, 1775).
    - Goldstreifen-Großkopfschnapper (Lethrinus obsoletus) (Forsskål, 1775).
    - Lethrinus olivaceus Valenciennes, 1830.
    - Lethrinus ornatus Valenciennes, 1830.
    - Lethrinus punctulatus Macleay, 1878.
    - Lethrinus ravus Carpenter & Randall, 2003.
    - Lethrinus reticulatus Valenciennes, 1830.
    - Lethrinus rubrioperculatus Sato, 1978.
    - Lethrinus semicinctus Valenciennes, 1830.
    - Lethrinus variegatus Valenciennes, 1830.
    - Lethrinus xanthochilus Klunzinger, 1870.
- Unterfamilie Monotaxinae[1]
  - Gattung Gnathodentex Bleeker, 1873
    - Gnathodentex aureolineatus (Lacépède, 1802).

  - Gattung Gymnocranius Klunzinger, 1870
    - Gymnocranius audleyi Ogilby, 1916.
    - Gymnocranius elongatus Senta, 1973.
    - Gymnocranius euanus (Günther, 1879).
    - Gymnocranius frenatus Bleeker, 1873.
    - Gymnocranius grandoculis (Valenciennes, 1830).
    - Gymnocranius griseus (Temminck & Schlegel, 1843).
    - Gymnocranius microdon (Bleeker, 1851).
    - Gymnocranius obesus Chen et al., 2017.
    - Gymnocranius satoi Borsa, Béarez, Paijo & Chen, 2013
    - Gymnocranius superciliosus Borsa, Béarez, Paijo & Chen, 2013

  - Gattung Monotaxis Bennett, 1830
    - Großaugen-Schnapper (Monotaxis grandoculis) (Valenciennes, 1830).
    - Monotaxis heterodon (Bleeker, 1854)

  - Gattung Wattsia Chan & Chilvers, 1974
    - Wattsia mossambica (Smith, 1957)